# マルフクケミファ
マルフクケミファ株式会社は群馬県邑楽郡千代田町に拠点を置く日本の家庭用や業務用の洗剤メーカーである。

## 概要
一般には「マルフク」と呼ばれている。日本家庭用洗浄剤工業会、日本石鹸洗剤工業組合の正会員である。製品はホームセンター、スーパーマーケット、ドラッグストア、百貨店、コンビニエンスストアなどを中心に全国で販売されている。

## 品質方針
当社は、洗剤製造販売の企業として、「お客様に便利」と快適を提案し、使用されて「満足と感動」を持ていただける商品作りを志します。品質、価格、納期において、満足いただける製品を提供するために、新商品の開発、効率的な生産、安定的供給力向上を図り、品質マネジメントシステムを確立、実施、維持し、継続的に改善します。

## 事業所
- 営業本部（本社）（群馬県邑楽郡千代田町下中森）
- 群馬工場（群馬県邑楽郡千代田町下中森）
- 群馬倉庫（群馬県邑楽郡千代田町上五箇）

## 沿革
- 1960年（昭和35年） - マルフククレンザー製造株式会社を設立。
- 1969年（昭和44年） - タイル洗剤を発売。台所用合成洗剤の業務用を発売。
- 1970年（昭和45年） - 台所用合成洗剤レモンタイプを発売。
- 1978年（昭和53年） - 台所用合成洗剤、日本工業規格表示認可工場となる。（現在は返上）
- 1979年（昭和54年） - 台所用合成洗剤マイルドタイプ、液体クレンザー、作業衣専用洗剤を発売。
- 1982年（昭和57年） - 群馬県邑楽郡千代田町上五箇に群馬工場（現、群馬倉庫）設立。
- 1986年（昭和61年） - 群馬工場（現、群馬倉庫）に物流センターを新築。
- 1989年（平成元年） - ボトル成形機導入。
- 1999年（平成11年） - 群馬工場（現、群馬倉庫）物流センターに自動倉庫を増設。
- 2002年（平成14年） - 群馬県邑楽郡千代田町下中森に営業本部を設立。営業本部に自動倉庫を新築。
- 2005年（平成17年） - 群馬県邑楽郡千代田町下中森に新群馬工場を新築。（旧群馬工場は群馬倉庫、旧羽生工場は羽生倉庫と名称変更）
- 2007年（平成19年） - 営業本部／群馬工場　ISO9001：2000 認証取得。
- 2007年（平成19年） - アミノ酸由来の洗剤（衣料用、台所用、おふろ用）を発売。
- 2008年（平成20年） - 群馬工場にパレタイザー導入。
- 2009年（平成21年） - 営業本部／群馬工場　ISO9001：2008 認証取得。
- 2010年（平成22年） - WEBサイト開設。創業50周年を迎える。11月、社名を「マルフクケミファ株式会社」に変更。
- 2023年（令和5年）- 本社所在地を群馬県邑楽郡千代田町下中森に移転。

## 取扱商品
- 過炭酸ソーダ
  - マルフク自然にやさしい過炭酸ソーダ
- セスキ炭酸ソーダ
  - マルフク自然にやさしいセスキ炭酸ソーダ
- 消臭剤
  - ファブケアW除菌（衣料用消臭剤、細菌類・カビ類をダブル除菌、トレハロース配合）
- 洗濯用洗剤
  - バイオリキッド濃縮衣料用液体洗剤（使用量が従来の半分、低泡性）
- アミノ酸由来の洗剤シリーズ（アミノ酸系界面活性剤配合、肌にやさしく自然にやさしい）
  - 命の源泉アミノ酸由来の衣料用洗剤
  - 命の源泉アミノ酸由来の台所用洗剤
  - 命の源泉アミノ酸由来のおふろ用洗剤
- クレンザー
  - マルフククリームクレンザー（台所用、オレンジの香り、カルサイト系）
  - マルフクバスクリームクレンザー（浴槽用、カルサイト系）
  - マルフクハーブクリームクレンザー（ハーブエキス配合）
  - 丸筒ゴールドクレンザー（粉末タイプ、天然白土配合）
- 柔軟剤
  - ハイソフター1/3（濃縮タイプ、フローラルな香り）
  - ソフターエコパック（レギュラータイプ、フローラルな香り、2000ml）
- 台所用洗剤
  - タイムリーフレッシュ（レギュラータイプ、ライムの香り）
  - タイムリーフレッシュ1/2（濃縮タイプ、ライムの香り）
  - オレンジコンパクト1/2 1000ml入（濃縮タイプ、オレンジ成分配合）
  - 除菌フレッシュコンパクト1/2 1000ml入（濃縮タイプ、クエン酸配合）
- 住居用洗剤
  - おふろの洗剤泡スプレー（泡タイプ、浴室用洗剤）
  - おふろの洗剤（シャワータイプ、浴室用洗剤）
  - トイレの洗剤泡スプレー（泡タイプ、トイレ用洗剤）
  - すまいの洗剤（拭き掃除用、住居用洗剤）
  - 除菌洗浄排水パイプクリーナー
- 漂白剤
  - かんたんブリーチ濃縮（液体酸素系漂白剤、色柄物も安心、濃縮タイプ）
  - かんたんブリーチ（液体酸素系漂白剤、色柄物も安心）
  - ブリーチ（塩素系漂白剤、白物専用）
  - キッチンホワイト（台所用漂白剤）
- アイロンのり
  - ラクラクシワとるアイロンすべり（アイロンのすべりがよいスプレーのり）
  - ラクラクのりづけスプレーのり（むらなくのりづけできるスプレーのり）
- フロ釜洗浄剤
  - フロ釜洗浄剤1つ穴用（酸素系粉末タイプ）
- 廃油処理剤
  - 油固め剤M（天ぷら油廃油処理剤、天然油脂成分）
- 業務用洗剤
  - マルフクエーデー18L（台所用液体洗剤、無リン）
  - マルフクパワー18L（台所用液体洗剤、無リン）
  - リフレスキット18L（天然ヤシ油由来界面活性剤配合、台所用液体洗剤、無リン）
  - マルフククレンザー14kg（天然白土、無リン）
  - 業務用洗剤グリーン18L（多目的液体洗剤）
  - 業務用油固め剤M（天ぷら油廃油処理剤）
  - 業務用5L洗剤シリーズ
    - キッチンホワイト5L（台所用漂白剤）

  - エーデーカラーS（パーライト洗剤）
  - ポリバケツ石鹸9kg（自動車のタイヤ、マットの汚れ落とし）
- 重曹
  - マルフク自然にやさしい重曹（磨き洗い、消臭）
  - マルフク自然にやさしい重曹食品添加物（お料理、お掃除用）
  - 重曹水クリーナー（スプレータイプ、消臭+洗浄）
- クエン酸
  - マルフク自然にやさしいクエン酸（水垢除去、電気ポットの洗浄、消臭、衣類の仕上剤）